# تاکاچی
تاکاچی (به مجاری:  Takácsi) یک شهرداری در مجارستان است که در ناحیه پاپا واقع شده‌است. تاکاچی ۱۹٫۱۳ کیلومتر مربع مساحت و ۹۳۴ نفر جمعیت دارد.